# شلمان
شَلمان (به گیلکی: شٚلِه‌مؤن) یکی از دو شهر (نام شهر دیگر، کومله است) بخش کومله شهرستان لنگرود در استان گیلان است.

## جمعیت و موقعیت
بر اساس سرشماری سال ۱۳۹۰ جمعیت شلمان برابر با ۵٬۱۸۴ نفر بوده‌است.
شلمان در مسیر لنگرود – رودسر، در شرق استان گیلان واقع شده‌است و متشکل از محله‌های: بالا محله، بیجارپشت محله، خالجیر، سیدعلی کیا، قاضی محله ، شوره باغ (شروع باغ) و آباجی محله می‌باشد.